# Intoshia variabili
Intoshia variabili är en djurart som först beskrevs av Alexandrov och Sljusarev 1992. Intoshia variabili ingår i släktet Intoshia, och familjen Rhopaluridae.
Artens utbredningsområde är Norra Ishavet. Inga underarter finns listade i Catalogue of Life.